# Nefropatia da mieloma multiplo
Si definisce nefropatia da mieloma multiplo (nota anche come rene da mieloma o con la locuzione inglese myeloma kidney) l'insieme dei quadri clinici e patologici provocati dall'interessamento renale in corso di mieloma multiplo.

## Eziopatogenesi
La proliferazione abnorme di plasmacellule nel midollo osseo dei pazienti affetti da mieloma multiplo determina un aumento della presenza in circolo di paraproteine (gammaglobuline anomale) e/o di catene leggere delle immunoglobuline determinando così la caratteristica cast nephropathy (rene da mieloma).  Queste ultime, in particolare, sono ritenute responsabili del danno renale. In condizioni di normalità, infatti, le catene leggere, molecole con peso molecolare relativamente basso e punto isoelettrico favorevole, attraversano facilmente il filtro glomerulare per essere poi riassorbite nel tubulo prossimale renale e degradate all'interno delle cellule tubulari. Esiste anche una rara forma da eccesso di catene pesanti delle immunoglobuline.
Nel mieloma, come in altre malattie linfoproliferative, le catene leggere in eccesso saturano il meccanismo di riassorbimento e compaiono nelle urine sotto forma di proteina di Bence Jones. Esse danneggiano i tubuli renali con un meccanismo di tossicità diretta sulle cellule, che vanno incontro ad alterazioni di tipo degenerativo. Inoltre la presenza di elevate concentrazioni di catene leggere nelle urine favorisce la formazione di cilindri che ostruiscono il tubulo, provocando talvolta la rottura della membrana basale dello stesso ed una conseguente reazione macrofagica. Un altro possibile meccanismo di danno renale è la deposizione in alcune strutture renali (mesangio, membrana basale glomerulare, parete dei vasi) di materiale amiloide costituito dalle stesse catene leggere. Quest'ultimo quadro prende il nome di amiloidosi AL e si manifesta spesso con sindrome nefrosica. Un ulteriore patologia renale associata al mieloma multiplo, anche se più rara delle due citate in precedenza, è la malattia da deposizione di immunoglobuline monoclonali (in inglese MIDD, monoclonal immunoglobulin deposition disease).
In essa, le catene leggere stesse (solitamente k) vengono depositate nel mesangio e nella membrana basale glomerulare, causando una glomerulosclerosi nodulare (da differenziare dalla nefropatia diabetica) e una conseguente proteinuria. In quest'ultima condizione patologica, non vi è alcuna presenza di materiale amiloide, delimitando così il quadro istopatologico dell'amiloidosi AL. Infine, la sindrome di Fanconi acquisita può essere associata alla deposizione a livello tubulare di catene leggere k. I lisosomi delle cellule tubulari prossimali, se sovraccaricate, non riescono più a degradare le catene leggere, causando così una disfunzione tubulare prossimale con conseguente perdita di capacità di riassorbimento. Nell'esaminazione clinica si trovano amminoaciduria, glicosuria, ipofosfatemia e un'acidosi renale tubulare.

## Quadri clinici
- Insufficienza renale acuta: rappresenta la complicanza più frequente del mieloma e può essere provocata dall'ostruzione dei tubuli da parte di cilindri contenenti catene leggere (condizione favorita dalla disidratazione e dall'uso di mezzi di contrasto radiologici) o, meno frequentemente, dall'infiltrazione del parenchima renale da parte delle plasmacellule mielomatose.
- Insufficienza renale cronica: si osserva nel 50% dei casi di mieloma al momento della diagnosi; nel 15-20% dei casi è severa, con livelli di creatinina sierica maggiori di 2 mg/dl[2]. Tuttavia nei pazienti affetti da mieloma, che hanno solitamente masse muscolari ridotte per via dell'elevato catabolismo, i livelli di creatinina possono non essere rappresentativi del grado di compromissione renale: per questo motivo è particolarmente importante la determinazione della velocità di filtrazione glomerulare stimata attraverso la formula di Cockcroft e Gault e secondo MDRD. Può essere provocata da tutti i meccanismi patologici sopra descritti ed il decorso, così come la prognosi, è fortemente influenzato dalla malattia di base, nonché dall'eventuale chemioterapia.
- Sindrome nefrosica: si sviluppa nel 20% circa dei casi di mieloma; in tali casi la proteinuria può raggiungere valori elevati, nell'ordine di 10 grammi nelle 24 ore. In più dell'80% dei casi, comunque, si osserva una proteinuria patologica.[2] La sindrome nefrosica del mieloma presenta la caratteristica insolita di essere associata a iperprotidemia (aumento della concentrazione di proteine plasmatiche), contrariamente alle sindromi nefrosiche di altra causa dove risulta la presenza di ipoprotidemia (proteine plasmatiche diminuite). La presenza di edemi, normalmente associata nelle sindromi nefrosiche alla ridotta pressione oncotica rilevata a seguito dell'ipoprotidemia, in questo caso si riscontra solo se la proteinuria è molto elevata.
- Calcolosi urinaria: quando presente, può dipendere dall'aumentata perdita di calcio e acido urico con le urine. Tali sostanze sono infatti aumentate nel sangue: l'acido urico a causa dell'elevato turnover cellulare, soprattutto in corso di chemioterapia; il calcio a causa dell'aumentato riassorbimento osseo conseguente alla presenza di infiltrati linfoplasmacellulari nel midollo osseo.

## Diagnosi
In presenza di una diagnosi accertata di mieloma, l'interessamento renale può essere sospettato in base al quadro clinico, ma solo la biopsia renale è in grado di dare la certezza diagnostica. Essa, all'esame microscopico, potrà mostrare infiltrato di plasmacellule neoplastiche nell'intestizio renale o segni dovuti alla precipitazione delle catene leggere, quali la dilatazione dei tubuli associata ad atrofia delle cellule che li compongono e la presenza al loro interno di cilindri densi, con aspetto lamellare, intensamente eosinofili e PAS-positivi. L'esame dell'immunofluorescenza è particolarmente significativo, potendo dimostrare la presenza nei cilindri di immunoglobuline o di catene leggere monoclonali.

## Stadiazione
Nel 1975 Durie e Salomon introdussero i criteri di stadiazione del mieloma multiplo. Questa classificazione presenta 3 tipi di presentazione clinica con prognosi progressivamente peggiore passando dallo stadio I allo stadio III:
| STADIO I - BASSO                                                                                     | STADIO II - INTERMEDIO                               | STADIO III - ALTO                                                                                      |
| --- | ---------------------------------------------------- | --- |
| Emoglobina >10g/100 ml (1 dl)                                                                        | Pazienti non classificabili né al I né al III stadio | Emoglobina <8,5g/100 ml                                                                                |
| Calcemia<12mg/100ml                                                                                  |                                                      | Calcemia>12mg/100ml                                                                                    |
| Alla radiografia: struttura osseo normale (scala 0) o con plasmocitoma osseo solitario               |                                                      | Lesioni osteolitiche diffuse (scala 3)                                                                 |
| Bassa componente monoclonale: a) IgG<5g/100 ml; b) IgA<3g/100 ml) c) Catene leggere urinarie <4g/24h |                                                      | Elevata componente monoclonale: a) IgG>7g/100 ml; b) IgA>5g/100 ml) c) Catene leggere urinarie>12g/24h |

## Terapia
Fondamentale è il trattamento della malattia di base mediante chemioterapia. In caso di insufficienza renale acuta, a seconda della gravità del quadro e delle condizioni cliniche del paziente, può essere indicata la sola terapia di supporto (idratazione e soluzioni di bicarbonato di sodio endovena per correggere l'acidosi metabolica) oppure il trattamento dialitico. A volte si utilizza la plasmaferesi per ridurre la concentrazione sierica delle paraproteine.